# Sadowne
Sadowne è un comune rurale polacco del distretto di Węgrów, nel voivodato della Masovia.
Ricopre una superficie di 144,72 km² e nel 2004 contava 6 318 abitanti.